# Walton (Somerset)
Walton is een civil parish in het bestuurlijke gebied Mendip, in het Engelse graafschap Somerset met 1106 inwoners.